# Amolops chayuensis
Espèce
Amolops chayuensis est une espèce d'amphibiens de la famille des Ranidae.

## Répartition
Cette espèce est endémique du Tibet en Chine. Elle se rencontre dans le xian de Zayü

## Étymologie
Son nom d'espèce, composé de chayu et du suffixe latin -ensis, « qui vit dans, qui habite », lui a été donné en référence au lieu de sa découverte, le xian de Chayu.

## Publication originale
- Sun, Luo, Sun & Zhang, 2013 : A new species of Cascade Frog from Tibet: China. Forestry Construction, vol. 20, p. 14–16.